# Atractocarpus chartaceus
Atractocarpus chartaceus là một loài thực vật có hoa trong họ Thiến thảo ở phía đông Úc. Loài này được (F.Muell.) Puttock mô tả khoa học đầu tiên năm 1999. Môi trường sống của loài là dưới tán rừng nhiệt đới cận nhiệt đới và nhiệt đới với đất đai màu mỡ. Loài có hoa đẹp với mùi hương thơm.

## Hình ảnh

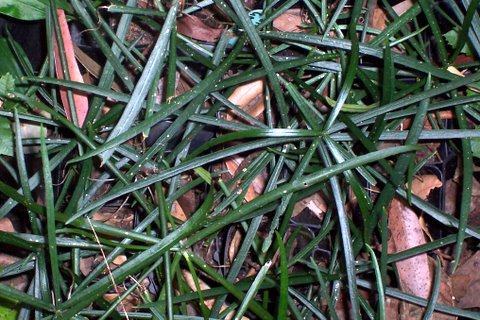
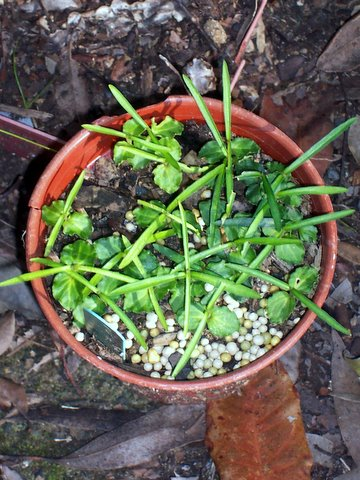